# Усть-Каменка (Новосибірська область)
Усть-Каменка (рос. Усть-Каменка) — село у Тогучинському районі Новосибірської області Російської Федерації.
Входить до складу муніципального утворення Усть-Каменська сільрада. Населення становить 723 особи (2010).

## Історія
Згідно із законом від 2 червня 2004 року органом місцевого самоврядування є Усть-Каменська сільрада.

## Населення
| 2002 | 2007 | 2010 |
| ---- | ---- | ---- |
| 829  | ↗838 | ↘723 |